# 麻田遊園地
麻田遊園地，位於朝鮮民主主義人民共和國的咸鏡南道之「外洋島端」(Outer Apdo Cape) 附近，是國際聞名的海水浴場，佔地約300公頃。在興南港以西約6公里；在咸興市的東南約25公里。風光如畫的連綿6公里，闊50至100米闊的海水浴場，設有遊艇租賃、浴堂、營地及康樂設施。

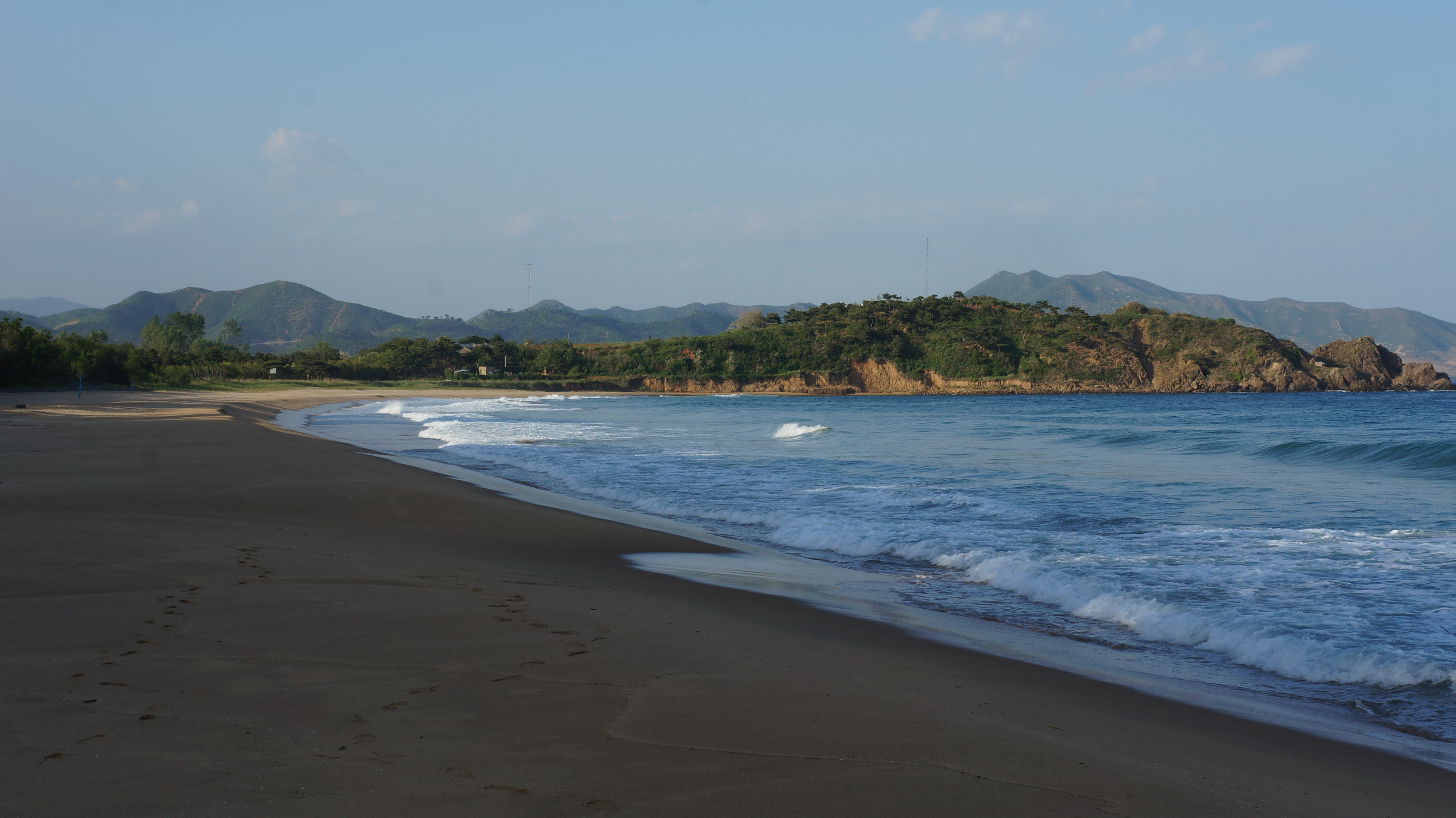
麻田游园地的海水浴场